# 比亚里茨俄国教堂

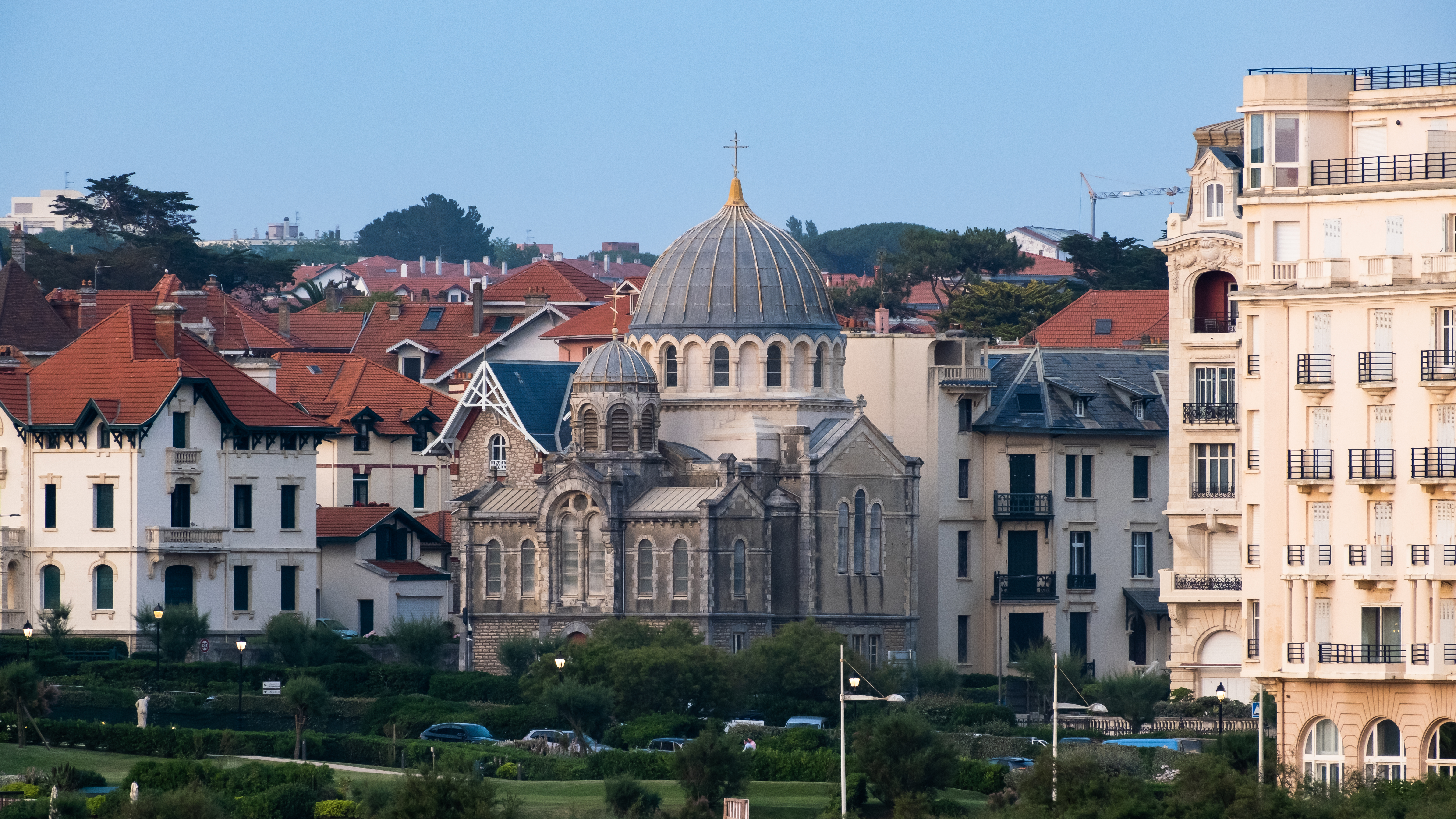

比亚里茨俄国教堂（Église russe de Biarritz）是一座俄罗斯传统的东正教礼拜场所，位于法国大西洋比利牛斯省比亚里茨的皇后大道（avenue de l'Impératrice）8号。该堂供奉亚历山大·雅罗斯拉维奇·涅夫斯基和圣母。

## 历史
在19世纪，比亚里茨成为“帝国之城”，许多俄罗斯游客经常光顾巴斯克海岸，随着时间的推移，许多俄罗斯人最终定居下来，今天该地区仍然有一个东正教社区。1879年，比亚里茨俄罗斯社区决定建造一座东正教教堂。在此之前，礼拜仪式是在巴拉斯酒店的休息室举行。出席的有俄国的皇室成员，其中包括亚历山大三世的妻子玛丽亚•费奥多罗夫娜皇后，她喜欢住在巴斯克海岸。
该堂于1890年10月13日奠基，很快建成，1892年9月祝圣，俄罗斯驻法国大使莫伦海姆男爵在场。设计者为彼得堡建筑师尼古拉•尼基蒂奇•尼科诺夫（1849-1918）。
2016年5月13日，该堂列为法国历史遗迹。

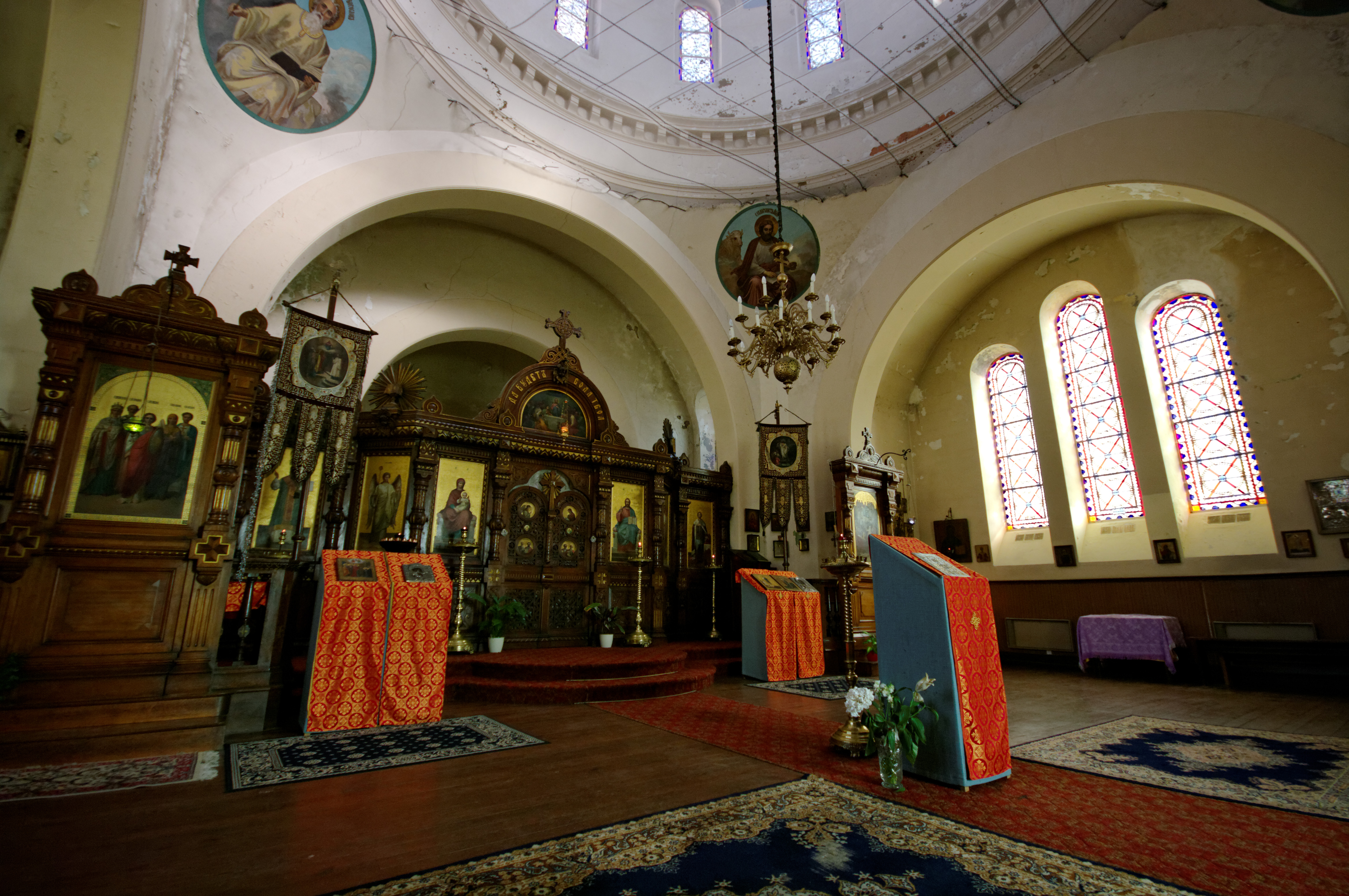
内部

这座教堂最初隶属于俄罗斯正教会西欧总主教区（1920年代早期），1931年加入君士坦丁堡普世牧首区 （自1971年以来属于其法国都主教区）。2004年12月，本堂神父表示希望从属于莫斯科及全俄羅斯牧首，得到堂区信徒支持，向法院提出上诉，2005年12月12日，巴约讷法院确认其属于俄罗斯正教会西欧总教区， 2006年2月12日由波城上诉法院予以确认。.然而新主教让•伦内托（Jean Renneteau）决定重回法国都主教区获得成功，从而保持对君士坦丁堡普世牧首区的忠诚。